# تاینو (لمباردی)
تاینو (لمباردی) (به ایتالیایی: Taino) یک کومونه در ایتالیا است که در استان وارزه واقع شده‌است.

## خصوصیات
تاینو ۷٫۷ کیلومترمربع مساحت و ۳٬۳۵۳ نفر جمعیت دارد و ۲۶۲ متر بالاتر از سطح دریا واقع شده‌است.